# Geierstal von Vielbrunn
Koordinaten: 49° 42′ 42″ N, 9° 7′ 16″ O

Naturschutzgebiet Geierstal von Vielbrunn (Mai 2019)

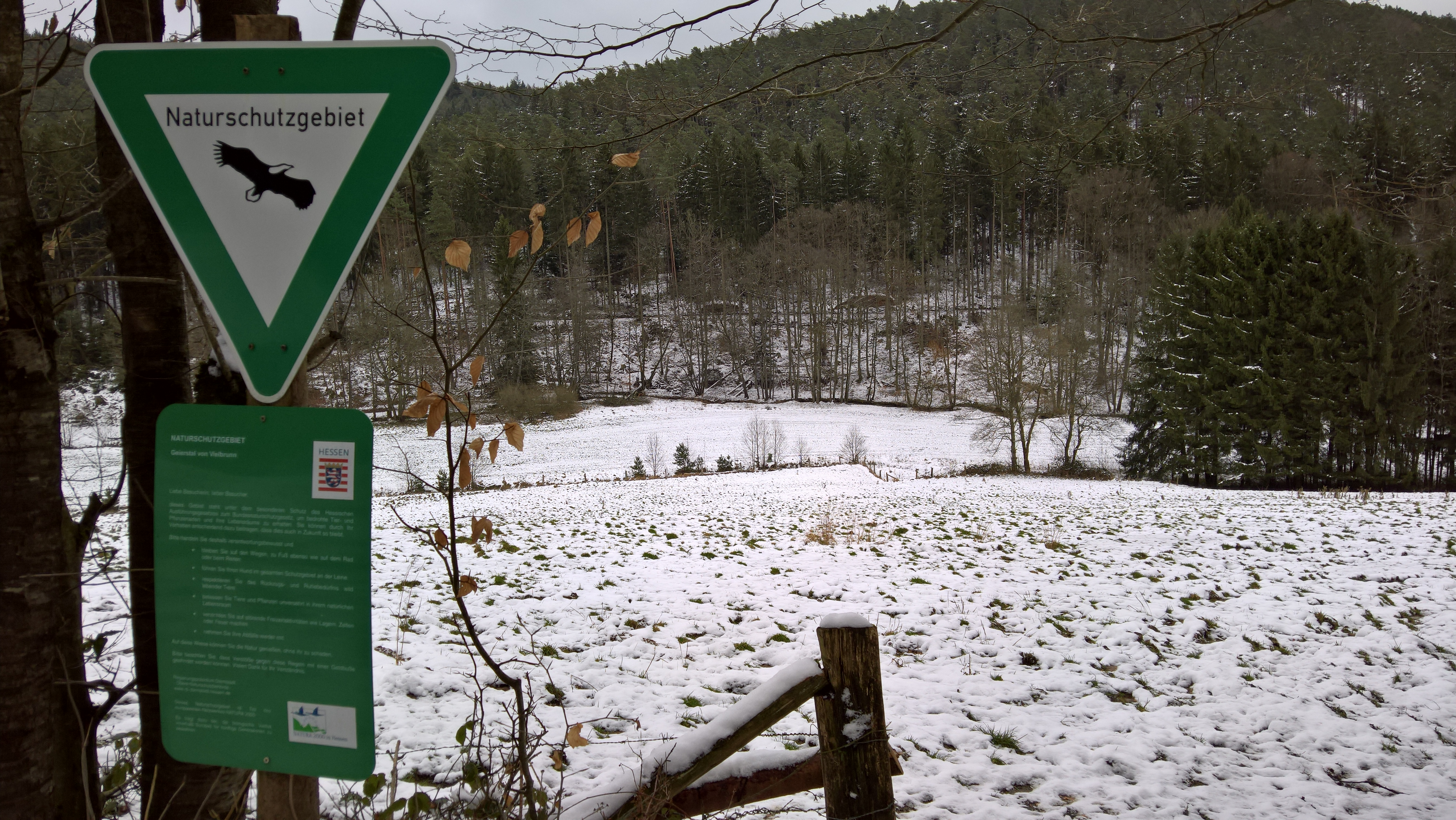
Blick von Westen auf das NSG im mittleren Bereich (Februar 2018)

Das Naturschutzgebiet Geierstal von Vielbrunn liegt auf dem Gebiet der Stadt Michelstadt im Odenwaldkreis in Südhessen.

## Lage
Das länglich Nord-Süd ausgerichtete schmale NSG erstreckt sich östlich von Vielbrunn, einem Stadtteil von Michelstadt, im Talauenbereich des oberen Ohrenbachs, der hier teilweise mäandert und durch Wälder und zwei Bergzüge des nordöstlichen Odenwaldes eingegrenzt wird. Das NSG wird nach Norden durch zwei Fischteiche, nach Süden aus Westen einmündenden Vielbrunner Bach und die L3318 begrenzt. Am südöstlichen Rand liegt die Landesgrenze zu Bayern.

## Bedeutung
Das NSG besteht hauptsächlich aus Wiesenflächen im Auenbereich des Ohrenbaches. Schutzziel ist die Freihaltung der Talauen-Landschaft, der Erhalt des naturnahen Bachlaufes mit wertvollem Schwarzerlensaum sowie der Schutz der in Resten erhaltenen Großseggen- und Hochstaudenfluren mit begleitendem Borstgrasrasen. Der angrenzende Hainsimsen-Buchenwald ist ein herausragender Lebensraum für die verschiedensten Amphibien und Waldvögel.
Das 16,0 ha große Gebiet steht seit dem Jahr 2000 unter der Kennung 1437012 unter Naturschutz.